# Pawian chudy
Pawian chudy (Papio kindae) – gatunek ssaka naczelnego z podrodziny koczkodanów (Cercopithecinae) w obrębie rodziny koczkodanowatych (Cercopithecidae) występujący w południowo-zachodniej Afryce; według IUCN nie jest zagrożony wyginięciem. 

## Zasięg występowania
Pawian chudy występuje w skrajnie południowo-zachodniej Tanzanii (prawdopodobnie na północ od Mahale Mountains National Park), w południowej Demokratycznej Republice Konga, zachodniej Zambii (na zachód od rzeki Luangwa) i w północnej Angoli.

## Taksonomia
Gatunek po raz pierwszy formalnie opisał w 1919 roku szwedzki zoolog Einar Lönnberg nadając mu nazwę Papio kindae. Opis ukazał się na łamach czasopisma Revue zoologique africaine. Jako miejsce typowe odłowu holotypu Lönnberg wskazał osadę Kinda, w dystrykcie Lulua, w Kongu Belgijskim (obecnie Demokratyczna Republika Konga). 
Okazami typowymi były skóry i czaszki dwóch dorosłych samic (numery katalogowe: RMCA 3495 i RMCA 3496) odłowione odpowiednio 19 i 10 kwietnia 1915 roku, i przechowywane w Królewskim Muzeum Afryki Środkowej w Tervuren.
P. kindae przez wcześniejsze ujęcia systematyczne był traktowany jako podgatunek P. cynocephalus. Uznaje się go za odrębny gatunek, ponieważ różni się morfologicznie i genetycznie od pozostałych pięciu gatunków pawianów. Ponadto wstępne obserwacje behawioralne sugerują istotne różnice w porównaniu z P. cynocephalus. Gatunek ten krzyżuje się z P. ursinus griseipes i P. cynocephalus w odpowiednich obszarach kontaktu w Zambii. Autorzy Illustrated Checklist of the Mammals of the World uznają ten takson za gatunek monotypowy.

### Etymologia
- Papio: fr. papión „pawian”, od hiszp. papion „pawian”; nazwa w nowoczesnej łacinie została zaadaptowana przez Buffona[12].
- kindae: Kinda, Demokratyczna Republika Konga[6].

## Morfologia

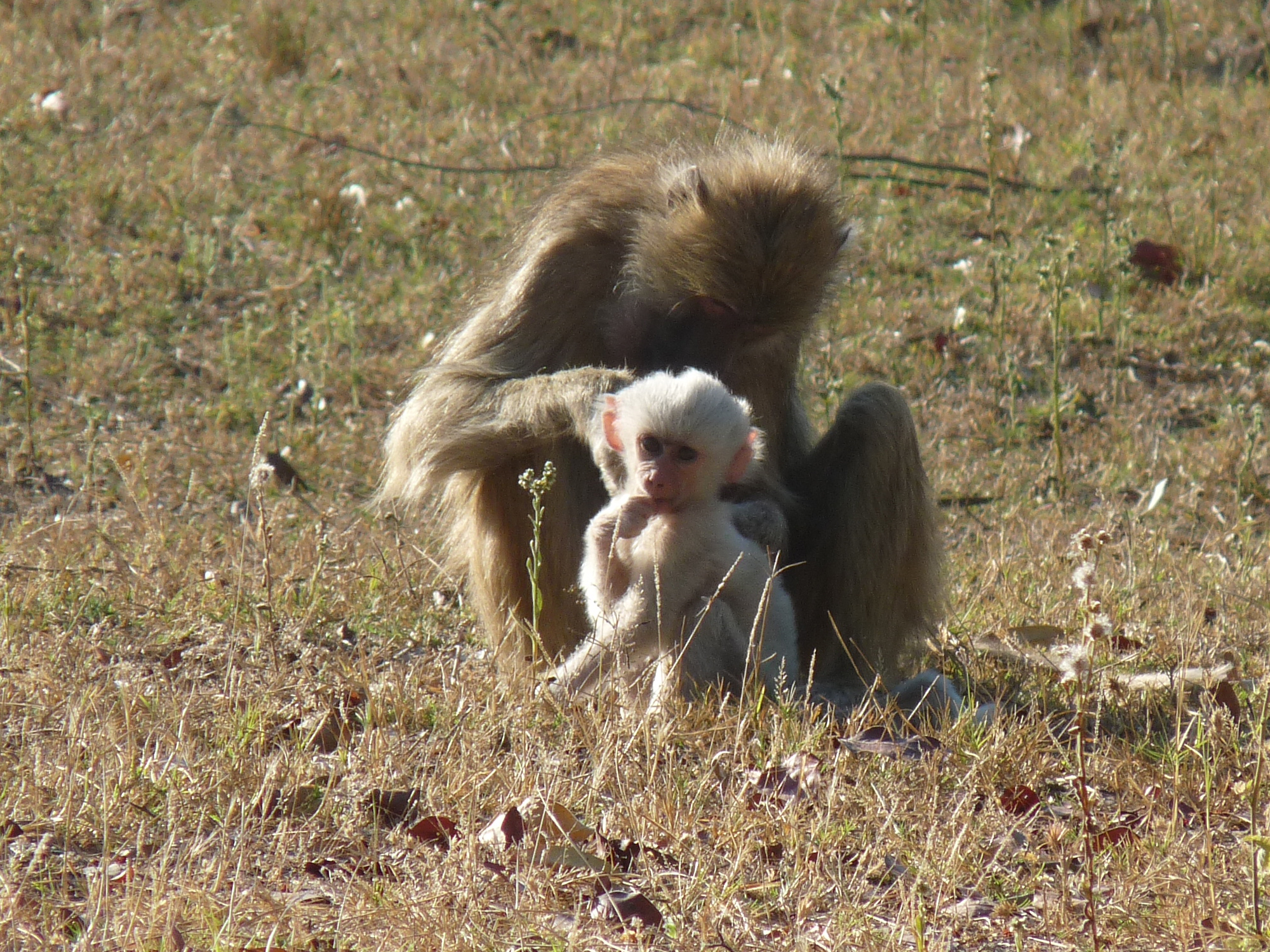
Samica z młodym o białym futrze

Długość ciała (bez ogona) samic około 56 cm, samców około 58 cm, długość ogona samic około 47 cm, samców około 53 cm; masa ciała samic około 10 kg, samców 16 kg. Pawian chudy jest mniejszy, bardziej zgrabny i smukły niż inne pawiany. Ma bardzo krótki pysk. Dymorfizm płciowy jest najmniej zaznaczony ze wszystkich gatunków pawianów; masa ciała samicy stanowi 63% masy ciała samca; masa ciała dorosłego samca pawiana chudego odpowiada masie dorosłej samicy pawiana masajskiego (P. cynocephalus) i pawiana niedźwiedziego (P. ursinus). Futro pawiana chudego na grzbiecie jest koloru żółtawobrązowego, natomiast na stronie brzusznej jest jaśniejsze i kremowe. Sierść ma miękką, jedwabistą strukturę, charakterystyczną dla pawiana oliwkowego. Pawian chudy ma wyraźne sterczące włosy na czubku głowy i jasnoróżowe obwódki otaczające oczy. W przeciwieństwie do noworodków innych pawianów, które mają czarne futro, niemowlęta pawiana chudego często mają białe futro. Pawiany chude zwykle noszą swoje ogony w prostym, łagodnym łuku, w przeciwieństwie do „złamanych” pawiana oliwkowego i niedźwiedziego.

## Ekologia
Pawiany chude prowadzą dzienny tryb życia i przebywają głównie na ziemi. Zamieszkują widne lasy miombo (Brachystegia, Fabaceae), lasy galeriowe, podmokłe formacje trawiaste dambo czy wiecznie zielone lasy mushitu. Wydaje się, że spędzają mniej czasu na otwartych łąkach i przeciętnie żyją w wilgotniejszych (średnie opady wynoszące około 1000 mm) środowiskach. 
Pomimo braku systematycznych badań na temat zawartości diety pawianów chudych są one prawdopodobnie wszystkożerne i preferują owoce. W jednym z badań pawianów chudych spędzały one około 35% swojego czasu na jedzeniu, 14% na przemieszczaniu się, 32% na odpoczynku i 19% na zachowaniach społecznych; wyższe temperatury wiązały się z większą ilością czasu spędzanego na żerowaniu i podróżach, a mniej na aktywności społecznej i odpoczynku. Podobnie jak u pawianów masajskich, niedźwiedzich i oliwkowych samice tworzą ścisłą więź społeczną; większość relacji związanych z iskaniem dorosłych występuje między samicami. Dyspersja pawiana chudego nie została jeszcze ustalona, ale dostępne dowody genetyczne sugerują dyspersję samców i filopatrię samic. Wstępne obserwacje sugerują, że pawiany chude, podobnie jak inne gatunki pawianów, żyją w grupach, gdzie jest wiele samców i samic, i nie tworzą spójnych przestrzeni dla zespołu złożonego z jednego samca i wielu samic. W przeciwieństwie do innych gatunków pawianów dorosłe samce pawiana chudego inicjują i utrzymują bliskość z dorosłymi samicami we wszystkich stanach okresu rozrodczego, a najczęściej, gdy samice mają niemowlęta. Samce pawiana chudego też częściej iskają samice. Relacje samica-samiec i samica-samica u pawianów chudych różnią się znacznie od tych obserwowanych u pawianów masajskich, niedźwiedzich i oliwkowych, co sugeruje, że pawiany chude stanowią kolejny wariant systemów społecznych występujących u pawianów. Brak informacji na temat okresu godowego, rozrodczego i wychowu młodych.

## Status zagrożenia i ochrona
W Czerwonej księdze gatunków zagrożonych Międzynarodowej Unii Ochrony Przyrody i Jej Zasobów P. kindae został zaliczony do kategorii LC (ang. Least Concern „najmniejszej troski”). Wymieniony w CITES w załączniku II. Pawian chudy jest wymieniony jako szkodnik w African Convention on the Conservation of Nature and Natural Resources. Jest gatunkiem szeroko rozpowszechnionym i lokalnie pospolitym, ale nieregularnie rozmieszczonym na swoim rozległym zasięgu występowania. Prawdopodobnie występuje na terenach pięciu obszarów chronionych: Parc national de l’Upemba i Parc national de l’Kundelungu w Demokratycznej Republice Konga oraz Kafue National Park, Park Narodowy Kasanka i South Luangwa National Park w Zambii. Nie ma większych zagrożeń dla tego gatunku w całym jego zasięgu, chociaż niektóre populacje mogą znajdować się presją rolnictwa i projektów rozwojowych. Brak danych o liczebności populacji, ale przy braku szeroko zakrojonych badań zakłada się, że gatunek jest obecnie stabilny. U pawiana oliwkowego i masajskiego stwierdzono naturalne zakażenie bakterią Treponema pallidum pertenue, która powoduje ludzką malinicę i jest blisko spokrewniona z bakterią, która powoduje kiłę (T. p. pallidum). U gatunków z rodzaju Papio zakażenie wydaje się rozprzestrzeniać poprzez kontakty seksualne i jest związane z otwartymi zmianami w i wokół narządów płciowych u obu płci. Stopień zachorowalności jest różny, u pawianów oliwkowych z Gombe Stream National Park w Tanzanii nastąpiły przypadki śmierci, kiedy ich genitalia zostały tak poważnie uszkodzone, że został zablokowany przepływ moczu. Chociaż obecność tej choroby nie została potwierdzona u pawianów chudych, to wiadomo, że ich zasięg występowania pokrywał się wcześniej z terenami występowania malinicy.